# Neossos
Neossos is een geslacht van insecten uit de familie van de afvalvliegen (Heleomyzidae), die tot de orde tweevleugeligen (Diptera) behoort.

## Soorten
- N. californicus Melander, 1952
- N. marylandicus Malloch, 1927
- N. nidicola (Frey, 1930)